# Leucoencefalopatía multifocal progresiva
La leucoencefalopatía multifocal progresiva (LMP) es una leucoencefalopatía descrita en el año 1958 por Astrom, Mancall y Richardson. Está producida por un virus y tiene generalmente consecuencias fatales. Se caracteriza por lesiones microscópicas progresivas y múltiples que provocan desmielinización (perdida de mielina) en la sustancia blanca del cerebro. 
Ocurre casi exclusivamente en personas con una deficiencia grave en su sistema inmunitario. En el 80% de pacientes con LMP, la causa de su inmunodeficiencia es la infección por el virus VIH. Otras causas son las enfermedades tumorales como las leucemias y los linfomas, o la administración de tratamientos inmunosupresores (que disminuyen la inmunidad), por ejemplo para evitar el rechazo en las personas que han sido sometidas a trasplante de riñón u otros órganos. Recientemente se han documentado casos de LMP en pacientes tratados con natalizumab, un anticuerpo monoclonal modulador del sistema inmune, usado para tratar la esclerosis múltiple.

## Causas
Está causada por un poliomavirus (virus JC), que pertenece a la familia de los papovavirus. Este virus es de distribución mundial, causa frecuentes infecciones benignas y asintomáticas en la infancia que afectan al 70% de la población, posteriormente se aloja en diferentes partes del organismo como riñones, cerebro y sistema linfático, donde puede permanecer en estado latente durante muchos años.
Ciertas circunstancias como trastornos de la inmunidad causados por la infección por el virus que produce el sida (virus VIH), algunas enfermedades tumorales como las leucemias y los linfomas o el empleo de fármacos que interfieren con el sistema inmune como el natalizumab, rituximab, infliximab y efalizumab hacen que el virus JC se active y se produzca la enfermedad.

## Síntomas
Al principio los síntomas son generales como debilidad y paresia. Posteriormente aparecen hemiparesias,  perdida de visión y deterioro de las capacidades cognitivas como son la memoria y las habilidades intelectuales. En fases más avanzadas se pueden producir convulsiones.

## Diagnóstico
El diagnóstico se basa en los síntomas, los antecedentes, las imágenes de la resonancia magnética nuclear y la realización de análisis en el líquido cefalorraquídeo mediante la técnica del PCR (reacción en cadena de la polimerasa) para detectar la presencia de ADN del virus JC.

## Pronóstico
La evolución es en general mala, la supervivencia tras el diagnóstico oscila entre 3 y 9 meses.
Otra fuente afirma que la mortalidad es del 30-50%. Los supervivientes quedan con un grado de discapacidad variable.

## Tratamiento
No existe tratamiento específico para la LMP. En los pacientes con sida, la enfermedad puede estabilizarse o incluso revertirse parcialmente con la administración de la terapia antirretroviral contra el VIH, y el consiguiente restablecimiento del sistema inmune.